# Jimmy McHugh
Pour les articles homonymes, voir McHugh.
Jimmy McHugh est un compositeur américain né le 10 juillet 1894 à Boston, Massachusetts, et mort le 23 mai 1969 à Beverly Hills (Los Angeles).

## Biographie
McHugh a commencé sa carrière dans sa ville natale de Boston, Massachusetts, aux États-Unis, où il a publié une douzaine de chansons avec des éditeurs locaux .
Son premier succès fut la chanson de la Première Guerre mondiale Keep the Love-Light Burning in the Window Till the Boys Come Marching Home (en), qui marqua également le début d'une collaboration de dix ans avec le parolier Jack Caddigan (en). Après avoir enchaîné divers emplois, notamment comme pianiste répétiteur pour l'Opéra de Boston et pianiste-promoteur de chansons pour la maison d'édition d'Irving Berlin, McHugh déménagea à New York en 1921, à l'âge de 26 ans .
Il finit par trouver un emploi de directeur professionnel chez l'éditeur de musique Jack Mills Inc., où il publia son premier véritable succès, Emaline, et s'associa brièvement à Irving Mills sous le nom de The Hotsy Totsy Boys pour écrire le tube Everything Is Hotsy Totsy Now.
Cette collaboration d'écriture marqua une autre des nombreuses associations de McHugh, parmi lesquelles Ted Koehler (I'm Shooting High), Al Dubin (South American Way) et Harold Adamson (It's a Most Unusual Day). Aussi impressionnants que fussent ces maîtres paroliers, la relation musicale symbiotique la plus réussie de McHugh fut peut-être celle avec l'enseignante et poétesse Dorothy Fields.
Comme il avait écrit pour de nombreuses revues du Cotton Club de Harlem, ce ne fut pas un hasard si leur premier succès commun fut la partition de la comédie musicale entièrement noire de Broadway, Blackbirds of 1928, avec Adelaide Hall et Bill Bojangles Robinson ,,. Ce spectacle lança la carrière du duo naissant grâce aux chansons I Can't Give You Anything But Love, Diga Diga Doo et I Must Have That Man ,.
D'autres succès écrits pour la scène suivirent bientôt, notamment On the Sunny Side of the Street en 1930 pour la Revue Internationale de Lew Leslie (en), qui contenait également Exactly Like You (chanson) (en) ; Blue Again pour The Vanderbilt Revue; et en 1932, Don't Blame Me, qui fut présenté dans la revue Clowns In Clover . Certains auteurs affirment que Fats Waller était le compositeur de On the Sunny Side of the Street, mais qu'il aurait vendu les droits de la chanson .
McHugh et Fields ont contribué des chansons-titres pour des films comme Cuban Love Song, Dinner at Eight et Hooray for Love, ainsi que I Feel a Song Comin On" et I'm in the Mood for Love du film Every Night at Eight  de 1935. Dans les années artistiquement fructueuses qui suivirent leur première collaboration en 1930, McHugh et Fields écrivirent plus de 30 chansons pour le monde du cinéma . Fields et McHugh se séparèrent finalement en 1935 .
Le partenaire d'écriture le plus durable de McHugh fut Harold Adamson. Adamson fournissait les paroles aux compositions de McHugh. Des succès tels que Comin' In on a Wing and a Prayer trouvèrent leur place dans le Bartlett's Familiar Quotations .
Pour le film A Date with Judy de 1948, il composa It's a Most Unusual Day pour Jane Powell. Cette chanson devint l'air signature de la jeune chanteuse et actrice.
McHugh fut le manager de Mamie Van Doren au début de sa carrière. Van Doren déclara dans son autobiographie qu'elle n'avait pas pu être engagée par Paramount à cause de la jalousie de Louella Parsons envers McHugh et Van Doren. Cependant, McHugh réussit à faire signer Van Doren chez Universal en 1953.
McHugh est décédé à Beverly Hills, en Californie, à l'âge de 74 ans .
Jimmy McHugh a été intronisé au Songwriters Hall of Fame en 1970 .

## Œuvre

### Broadway credits
- 1928 – Blackbirds of 1928 (lyrics by Dorothy Fields)
- 1928 – Hello, Daddy (lyrics by Fields)
- 1930 – International Revue (lyrics by Fields)
- 1939 – The Streets of Paris (en)  (lyrics by Al Dubin)
- 1940 – Keep Off The Grass (en) (lyrics by Dubin and Howard Dietz)
- 1948 –  As the Girls Go (en) (lyrics by Harold Adamson and musical book by William Roos)

Un medley de ses chansons est inclus dans le show de Broadway Sugar Babies avec Ann Miller et Mickey Rooney. Les chansons incluses sont I Can't Give You Anything but Love, I'm Shooting High, Roll Your Blues Away et On the Sunny Side of the Street.

### Chansons populaires
- A Lovely Way to Spend an Evening (en) – June Christy (McHugh/Adamson) (Capitol/EMI)
- Blue Again – Louis Armstrong (McHugh/Fields) (Okeh/Sony BMG)
- Comin' In on a Wing and a Prayer (en) – Bing Crosby (McHugh/Adamson) (Decca/UMG)
- Cuban Love Song – Edmundo Ros (McHugh/Stothart/Fields) (London/WMG)
- Diga Diga Doo – The Mills Brothers w/ Duke Ellington (McHugh/Fields) (Brunswick/Sony BMG)
- Doin' the New Low Down – Bill “Bojangles” Robinson (McHugh/Fields) (Brunswick/Sony BMG)
- Don't Blame Me (en) – The Everly Brothers (McHugh/Fields) (Warner Bros./WMG)
- Dream Dream Dream – Joni James (McHugh/Parish/Melle/Mottier) (MGM/UMG)
- Exactly Like You (en) – Aretha Franklin (McHugh/Fields) (Columbia/Sony BMG)
- Goodbye Blues - The Mills Brothers (McHugh/Fields) (Brunswick/Sony BMG)
- Happy Times – Hal Kemp & His Orchestra (McHugh/Fields) (Brunswick/Sony BMG)
- I Can't Believe That You're in Love with Me – Dean Martin (McHugh/Gaskill) (Capitol/EMI)
- I Can't Give You Anything but Love – Judy Garland (McHugh/Fields) (Capitol/EMI)
- I Couldn't Sleep a Wink Last Night – Frank Sinatra (McHugh/Adamson) (Columbia/Sony BMG)
- I Just Found Out About Love (en) – Dinah Washington (McHugh/Adamson) (Mercury/UMG)
- I Love to Whistle – Fats Waller (McHugh/Adamson) (RCA/Sony BMG)
- I'm in the Mood for Love – Frances Langford (McHugh/Fields) (Regal Zonophone)
- I Must Have That Man – Billie Holiday (McHugh/Fields) (Brunswick/Sony BMG)
- I'm Shooting High – Ann Richards (McHugh/Koehler) (Capitol/EMI)
- It's a Most Unusual Day – Andy Williams (McHugh/Adamson) (Columbia/Sony BMG)
- I've Got My Fingers Crossed – Louis Armstrong (McHugh/Koehler) (Decca/UMG)
- Let's Get Lost (chanson) – Chet Baker (McHugh/Loesser) (Pacific)
- My! My! - Tommy Dorsey w/ The Pied Pipers (McHugh/Loesser) (RCA/Sony BMG)
- On the Sunny Side of the Street – Frank Sinatra (McHugh/Fields) (Capitol/EMI)
- Say It (Over and Over Again) - Tommy Dorsey w/ Frank Sinatra (McHugh/Loesser) (RCA/Sony BMG)
- South American Way – The Andrews Sisters (McHugh/Dubin) (Capitol/EMI)
- Take it Easy - Fats Waller [1935]
- There's Something in the Air – Ruth Etting (McHugh/Adamson) (Decca/UNI)
- Too Young to Go Steady – Nat King Cole (McHugh/Adamson) (Capitol/EMI)
- Warm and Willing – Nat King Cole (McHugh/Livingston/Evans) (Capitol/EMI)
- When My Sugar Walks Down the Street – Peggy Lee (McHugh/Austin/Mills) (Capitol/EMI)
- Where Are You? (1937 chanson) (en) – Johnny Mathis (McHugh/Adamson) (Columbia/Sony BMG)

### Filmographie
- 1930 : Love in the Rough
- 1931 : Le Goûter d'anniversaire (The Birthday Party)
- 1931 : Dance, Fools, Dance
- 1933 : Meet the Baron
- 1936 : Saint-Louis Blues (Banjo on My Knee)
- 1936 : Her Master's Voice
- 1937 : Love in a Bungalow
- 1937 : A Girl with Ideas (en)
- 1938 : Mad About Music
- 1938 : Reckless Living (en)
- 1938 : Island in the Sky
- 1938 : Letter of Introduction (en)
- 1938 : Cet âge ingrat (That Certain Age)
- 1939 : Little Accident
- 1941 : Dance Hall
- 1942 : True to the Army
- 1942 : Danse autour de la vie (We Were Dancing)
- 1942 : Strictly in the Groove
- 1943 : Hers to Hold
- 1944 : Follow the Boys
- 1944 : Something for the Boys
- 1955 : So This Is Paris
- 1986 : Royal Society Jazz Orchestra (TV)